# De kroongetuige
De kroongetuige is een roman van de Nederlandse schrijver Maarten 't Hart. Het boek kwam in 1983 uit bij de uitgeverij De Arbeiderspers. Het verhaalt over een bioloog die wordt gearresteerd na de geheimzinnige verdwijning van een jonge vrouw. Zijn vrouw wil hem helpen maar zij raakt langzamerhand ook overtuigd van zijn schuld. De roman werd verfilmd in de Zweedse film Kronvittnet uit 1989.

## Verhaal
Thomas Kuyper, een wetenschappelijk hoofdmedewerker van het Medisch Biologisch Laboratorium van de Universiteit van Leiden, doet onderzoek naar kannibalisme onder ratten. Kuyper is getrouwd met Leonie. Hoewel Leonie weet dat zij onvruchtbaar is, heeft ze een grote kinderwens. Ze besluit een week bij haar moeder te gaan logeren in haar geboortestad en aldaar een beroemde gynaecoloog te consulteren. Haar man gaat tijdens haar afwezigheid uit met Jenny Fortuyn (ook aangeduid als mejuffrouw F.), die op kamer woont boven de bibliotheek, waar ze werkt. Op de kamer ernaast woont Ariënne. Na een cafébezoek wil Thomas met Jenny naar bed en grijpt haar vast, ze krijgen ruzie en Jenny vlucht weg. Als Thomas de volgende morgen zijn expres uitgehongerde ratten bekijkt, constateert hij dat de dieren zich hebben volgevreten.
Dan staat plotseling de recherche voor de deur: de heren Lambert en Meuldijk. Het blijkt dat Jenny de bewuste avond niet is thuisgekomen en dat Thomas de laatste is die haar nog heeft gezien. Hij wordt meerdere malen verhoord en men onderzoekt minuscule verdachte bloedspatten op zijn kleding, die echter door zijn werk gebruikelijk zijn. Als een ondergeschikte van Thomas vertelt over de volgevreten ratten wordt Thomas gearresteerd. Hij wordt ervan verdacht Jenny vermoord te hebben en te hebben opgevoerd aan de ratten. Ook is er een getuige die beweert Thomas en Jenny het laboratorium te hebben zien ingaan op de avond van haar verdwijning. Thomas vervalt tijdens de politieverhoren in zwijgen, mede op advies van zijn advocaat. Wel schrijft hij aan zijn vrouw en biecht op met Jenny uit te zijn gegaan. Leonie gelooft in zijn onschuld en als de briefwisseling door de politie wordt stopgezet gaat ze zelf op onderzoek uit. Ze komt erachter dat Jenny mensen gebruikte om aan drugs te komen en dat ze niet verliefd was op Thomas. Ook krijgt ze van een oudere buurvrouw te horen dat Robert, jurist, getrouwd, en bevriend met Jenny, met zijn vrouw op een sneeuwachtige morgen is vertrokken naar Zuid-Amerika. Dit laatste is erg vreemd gezien het feit dat het 1 augustus was. Later blijkt dat het geen sneeuw was, maar populierenpluis. Dan wordt de kleding van Jenny gevonden in het laboratorium van Thomas. Leonie herinnert zich dat Thomas vroeger eens een filmpje heeft gemaakt over een lijk dat verstopt was in een grote pot met dieren op sterk water. Ze gaat op onderzoek uit in het laboratorium en treft een verzameling dieren op sterk water aan. In een grote pot waarin drie zeekoeien zouden moeten zitten treft ze er twee aan en het lijk van een vrouw, waarvan ze veronderstelt dat het Jenny is, en dat Thomas haar heeft vermoord. Ze verzwijgt vooralsnog haar ontdekking. Voor Thomas wordt het allemaal erger als blijkt dat er voor tonnen aan drugs zijn gestolen uit het laboratorium.
Tijdens het proces draait alles plotseling om. De kroongetuige van het OM, die Jenny en Thomas het laboratorium heeft zien ingaan, verklaart dat hij Thomas heeft zien wegrijden met een auto. Thomas kan echter niet autorijden en heeft geen rijbewijs. Het hoofd van de afdeling van Thomas verklaart vervolgens dat ratten nooit een lijk compleet kunnen opeten. Thomas wordt vrijgesproken wegens gebrek aan bewijs en vrijgelaten. Thomas is bij thuiskomst erg teleurgesteld dat Leonie denkt dat hij Jenny heeft vermoord. Ze vertelt hem van het lijk, maar Thomas denkt dat ze het niet goed gezien heeft. Ze gaan er samen naar toe. Thomas is verbijsterd dat er inderdaad een lijk in de pot zit. Lambert komt toevallig langs en komt via de nog openstaande deur het gebouw binnen, en gaat ook kijken. Hij ziet dat het Jenny niet is. Het blijkt de vrouw van Robert te zijn. Robert wordt ervan verdacht zijn vrouw meegenomen te hebben naar het laboratorium, en haar daar vermoord te hebben. Verder worden Robert en Jenny verdacht van de diefstal, en wordt vermoed dat Jenny met Robert meegegaan is naar Zuid-Amerika. Hierbij werden kopieën van sleutels van Thomas gebruikt, die Jenny heeft kunnen maken doordat ze in in Thomas' portemonnee zaten waarmee ze met zijn toestemming afrekende, zogenaamd omdat ze niet wilde dat anderen konden zien dat Thomas alles betaalde. Jenny heeft binnen andere kleding aangetrokken om niet herkend te worden.

## Achtergrond
“De kroongetuige” is een psychologische roman met een misdaadmotief. Volgens ’t Hart was het in de 19e eeuw de literatuur niet zo streng afgebakend als in de 20e eeuw. Literaire misdaadromans waren heel normaal. Met “De kroongetuige” wilde hij dat genre weer terughalen. Overigens had hij met Ik had een wapenbroeder al een roman geschreven met een misdaadmotief. Later in 1993 ontvangt hij zelfs De Gouden Strop voor de roman Het woeden der gehele wereld. Het boek gaat ook niet alleen over de misdaad, ook het huwelijk speelt een belangrijke rol. Dat blijkt wel uit de uitspraak van Leonie: “zijn niet de meeste huwelijken van dien aard dat men geen derde als kroongetuige wenst? En juist deze derde ontbreekt vrijwel nooit – het kind – en dat is meer dan een kroongetuige, namelijk de zondebok”. Leonie is zelf ook de kroongetuige in het misdaadsegment, zij is degene die het lijk ontdekt en de echte kroongetuige opspoort.

## De onschuldige verdachte
Deze misdaadroman draait om de onschuld van de verdachte. Er worden behartigenswaardige dingen over geschreven. De media vinden de door de recherche geschetste gang van zaken zo opwindend, dat het wel waar moest zijn. De advocaat van Thomas heeft echter nog nooit gehoord dat iemand veroordeeld is, op grond van het feit dat iemand is verdwenen. De verdachte zelf vervalt in zijn zwijgrecht, als hij hoort waarvan hij wordt beschuldigd. Rechercheur Lambert blijft echter volhouden dat een zwijgende verdachte schuldig is. De auteur stortte zich nog een andere keer op de onschuldige verdachte in zijn latere werk : De nakomer. Ook daar was sprake van een mediahetze. De trilogie werd schitterend voltooid door het voorwoord van Maarten ’t Hart in het boek van Lucia de Berk over haar eigen en levensechte ervaringen als onschuldige verdachte. Ook daar was er sprake van een mediahetze, bevooroordeelde rechercheurs en de uiteindelijke vrijspraak, die in het echte leven jaren op zich liet wachten.

## Voetnoot
1. ↑  Deze prijs werd pas voor het eerst in 1986 toegekend.